# Bernardo Correa
Bernardo Ignacio Correa Mejías (* 12. Februar 1995 in Santiago) ist ein ehemaliger chilenischer Fußballspieler auf der Position eines Stürmers.

## Karriere
Bernardo Correa kam als Torschützenkönig der U19-Mannschaft zu den Profis bei Universidad Católica, wurde jedoch direkt an Deportes Valdivia aus der Segunda División verliehen. Der Klub verpflichtete den Stürmer, nachdem er in 30 Ligaspielen neun Tore erzielt und entscheidend zum Aufstieg in die Primera B beigetragen hatte. Danach lief es aber deutlich schlechter und er erzielte in der ersten Hälfte 2017 keinen Ligatreffer. Im August 2017 wechselte Correa zu Deportivo Estación Central aus der Tercera División. 2018 kehrte er nochmal in den Profifußball zurück und unterschrieb bei Lautaro de Buin aus der Segunda División. Anschließend war er noch im Amateurfußball aktiv.